# Övre Ottsjön
Övre Ottsjön är en sjö i Åre kommun i Jämtland och ingår i Indalsälvens huvudavrinningsområde. Sjön har en area på 1,27 kvadratkilometer och ligger 469,3 meter över havet. Övre Ottsjön ligger i Skäckerfjällen Natura 2000-område. Sjön avvattnas av vattendraget Ottsjöströmmen.

## Delavrinningsområde
Övre Ottsjön ingår i det delavrinningsområde (707722-133963) som SMHI kallar för Utloppet av Övre Ottsjön. Medelhöjden är 547 meter över havet och ytan är 9,44 kvadratkilometer. Räknas de 8 avrinningsområdena uppströms in blir den ackumulerade arean 53 kvadratkilometer. Ottsjöströmmen som avvattnar avrinningsområdet har biflödesordning 3, vilket innebär att vattnet flödar genom totalt 3 vattendrag innan det når havet efter 369 kilometer. Avrinningsområdet består mestadels av skog (19 procent), sankmarker (18 procent) och kalfjäll (48 procent). Avrinningsområdet har 1,27 kvadratkilometer vattenytor vilket ger det en sjöprocent på 13,4 procent.